# Beaujardin
Beaujardin ou Beaujardin-Raspail est un quartier de la ville française de Tours. Défini par l'Insee dans son partage de la commune de Tours en 22 IRIS, il est situé dans au sud-est de la commune et est frontalier avec le quartier du Sanitas au nord, Rochepinard et les rives du Cher au sud et la commune de Saint-Pierre-des-Corps à l'est. 
Si le quartier trouve ses origines avec le château de Beaujardin implanté au XIXe siècle, il s'est surtout développé durant l'entre-deux-guerres avec notamment l'implantation d'une cité-jardin ouvrière et termine le gros de son urbanisation durant les Trente glorieuses. Peuplé de quelque 4 100 habitants en 2020, Beaujardin est un quartier mixte composé en grande partie de petites maisons de propriétaires, mais contient également de nombreux logements sociaux dont deux cités ouvrières. 

## Délimitation
Le quartier Beaujardin-Raspail est défini par l'Insee dans son partage de la commune de Tours en 22 îlots regroupés pour l'information statistique (IRIS). Il est ainsi limité par les lignes de chemin de fer situées dans le prolongement de la rue Didier Daurat au nord, l'autoroute A10 à l'est, le boulevard Richard Wagner au sud, et enfin l'avenue de Grammont à l'ouest. Les quartiers limitrophes sont le Sanitas et La Fuye-Velpeau au nord, Rochepinard et les rives du Cher au sud et à l'ouest et la commune de Saint-Pierre-des-Corps à l'est. Le secteur « Beaujardin » trouve son cœur autour du jardin et de la cité du même nom, tandis que le secteur Raspail, bien plus étroit, se situe à l'est de la rue Édouard Vaillant. 

## Histoire

### Origines

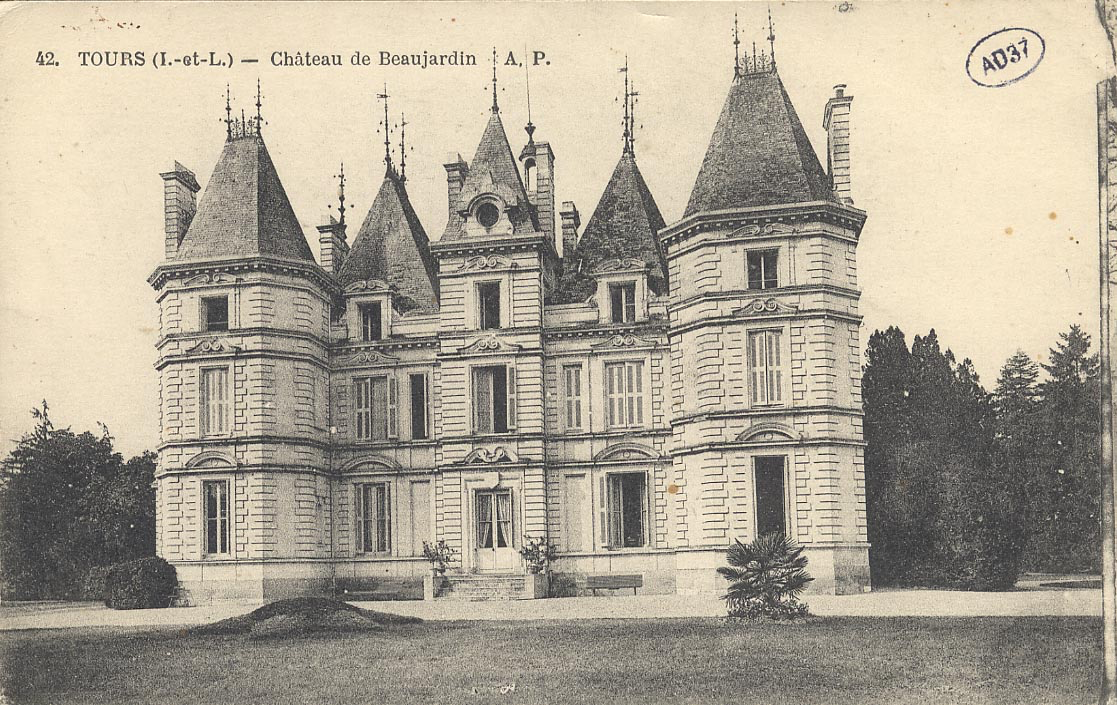
Le château de Beaujardin.

L'un des principaux aménagements anciens du quartier est le château de Beaujardin, construit au milieu du XIXe siècle pour le compte du général Viala Charon. Son vaste parc de douze hectares accueille un zoo entre 1868 et 1887. Les animaux, notamment des kangourous, lamas, lièvres de Patagonie et surtout oiseaux exotiques, sont réunis par le riche vicomte hollandais Joseph Cornély. Acquis par la ville de Tours en 1925, le château est cependant détruit en 1944 lors des bombardements de la Seconde Guerre mondiale. Il n'en subsiste aujourd'hui qu'une petite portion de son jardin, qui est devenue la place centrale du quartier Beaujardin,.
Le quartier se développe ensuite dans la lignée du quartier La Fuye-Velpeau au nord, avec là aussi de nombreuses petites maisons d'un ou deux étages disposant souvent de jardins individuels. L'urbanisation s'organise en damier, notamment bien ordonnée autour de la place Beaujardin.

### Cité ouvrière Beaujardin

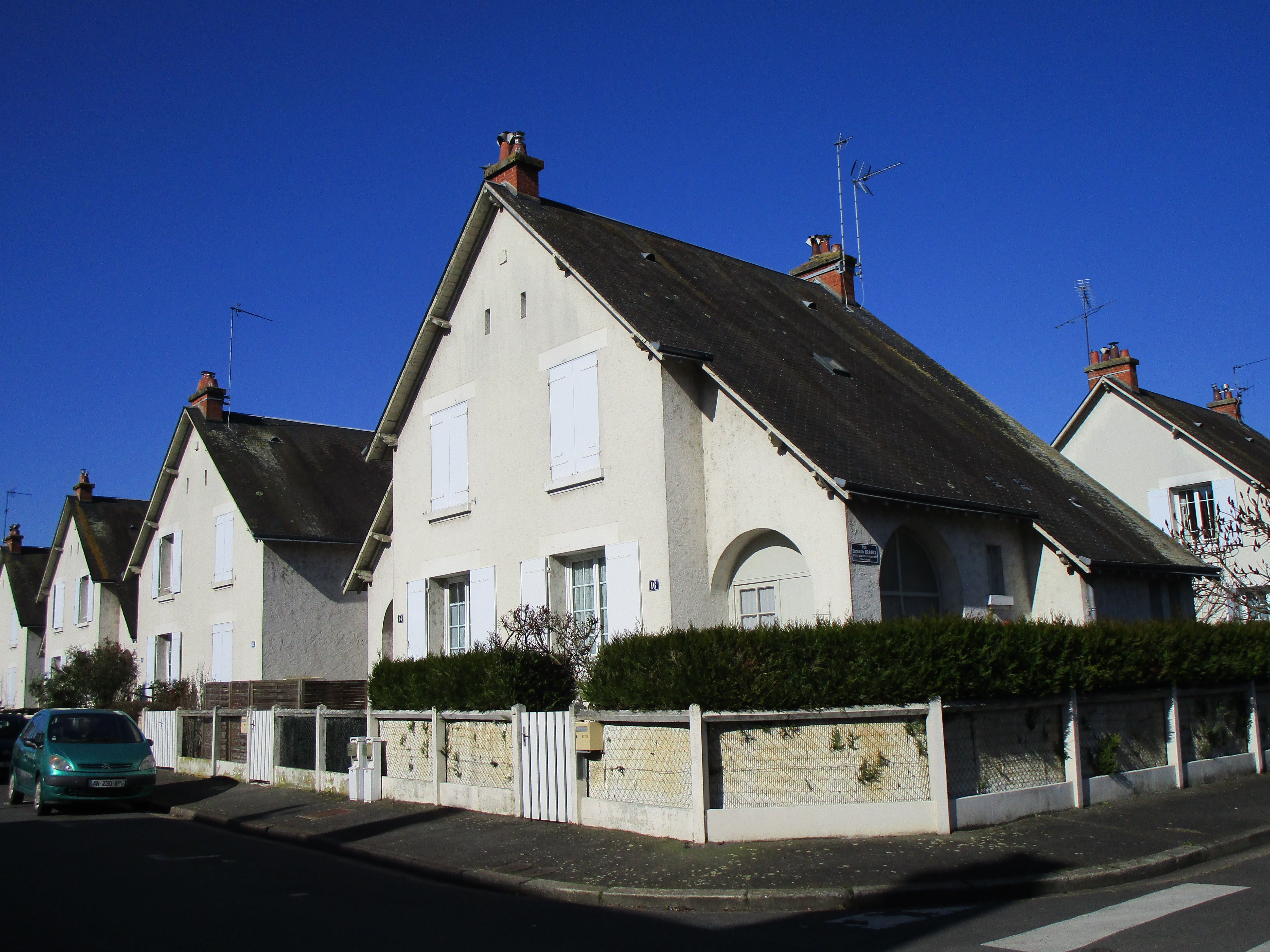
La cité Beaujardin.

L'acquisition du château Beaujardin et surtout de sa vaste emprise permet à la ville de Tours d'y bâtir une cité ouvrière en 1932 conçue par l'architecte tourangeau Maurice Boille. De type pavillonnaire, elle se trouve dans la partie sud du quartier, à proximité immédiate des lignes de chemin de fer. Elle est bâtie sur le même modèle que la cité Jolivet de La Fuye-Velpeau avec des maisons divisées la plupart du temps en deux logements. Elles se distinguent par leur haut toit pointu en ardoises et comprennent des jardins individuels. Conçus pour les familles, on trouve au total 51 logements, dont 37 comptent trois chambres et deux chambres pour les autres,. À l'inverse de la cité Jolivet qui s'organise autour d'une place centrale, seules des rues quadrillent la cité, à l'exception de la modeste place Clément Ader. 
Le confort est novateur pour l'époque, avec raccordement aux égouts ainsi qu'à l'électricité et au gaz de ville. Chaque maison compte une buanderie, une cave et un grenier alors que les aérations se veulent larges pour éviter l'insalubrité. Cependant, le vieillissement de la cité va conduire à des problèmes d'humidité et celle-ci doit s'adapter au confort plus exigeant de l'après-guerre. Les locataires transforment alors souvent leur buanderie en salle de bain et le bailleur social modernise l'isolation. Aujourd'hui, ces logements individuels sont toujours compatibles avec le confort moderne et on y trouve une majorité de retraités. Les maisons sont par ailleurs très demandées auprès du bailleur social, avec un temps d'attente pouvant atteindre dix ans.

### Après-guerre

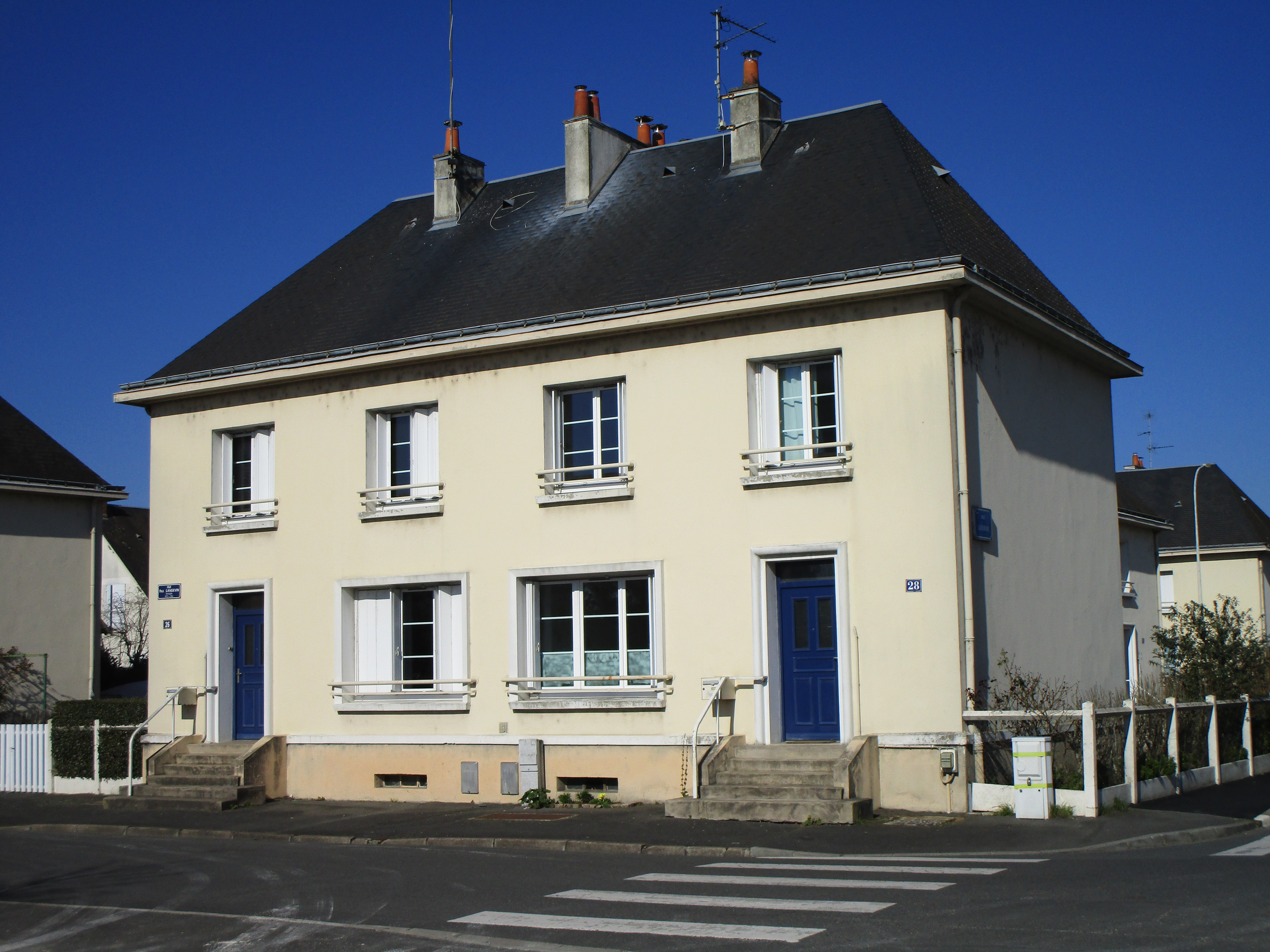
La cité Bords de Cher.

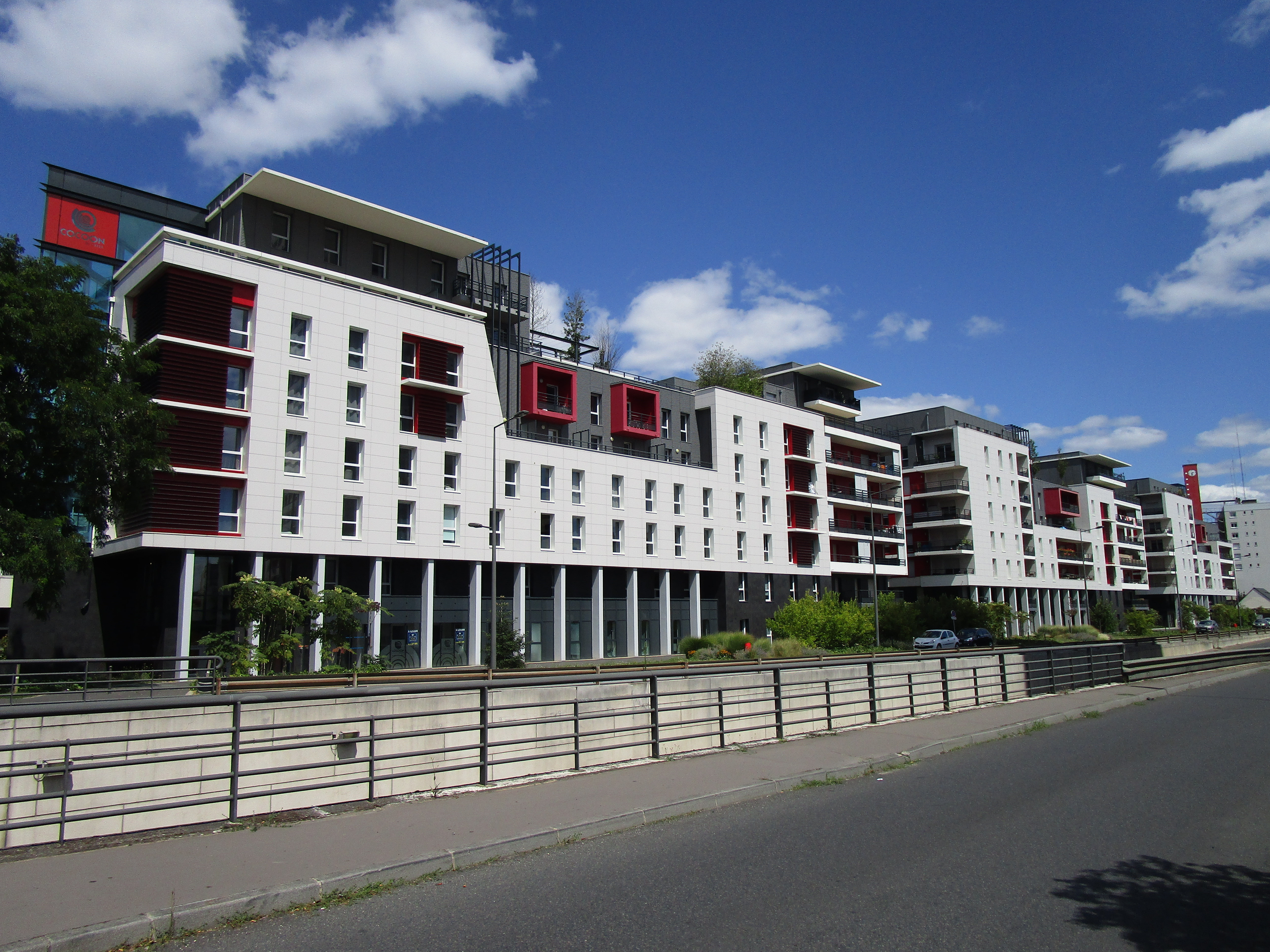
Résidences neuves du boulevard Richard Wagner.

Plusieurs autres cités de logements sociaux sont installées dans les années qui suivent dans le quartier. La première est la cité « bord de Cher » construire peu après la Seconde Guerre mondiale à proximité immédiate à l'est de la cité Beaujardin. Elle est constituée de maisons plus massives et rectangulaire avec mur gouttereau, contenant chacune entre deux et quatre logements. Bien que son architecture détonne par rapport à son environnement, les voiries et les jardins sont alignés pour marquer une continuité avec la cité voisine. 
À la fin des années 1950, la ville de Tours fait face à une importante demande de logements étant donné l'explosion des naissances des Trente glorieuses. Beaujardin fait alors face à un surpeuplement problématique, avec en moyenne 1,2 habitant par pièce et plus d'un quart d'enfants de moins de quatorze ans parmi les habitants. D'autres ensembles, de logements collectifs cette fois, voient alors le jour dans le quartier sous l'initiative de l'OPAC Tours Habitat. On trouve par exemple les cités Musset à l'ouest, Severine au centre puis Agnès Sorel et Raspail à l'est. Les années 2000 connaissent un renchérissement important du vieux-centre du quartier, très recherché par les acheteurs.
En 2014, trois bâtiments contenant cinq nouvelles résidences sont inaugurés à l’extrémité ouest du quartier, au nord du boulevard Richard Wagner et à proximité de la place de Verdun. Bâtis selon un même modèle, les immeubles comptent au total près de 360 logements parmi lesquels 116 studios en appartements-hôtel dans la résidence Cocoon. On trouve aussi 88 logements sociaux, dont la moitié sont réservés à des personnes âgées dans la résidence de l'olivier et les 44 autres appartements de la résidence Jean Munier sont acquis par le bailleur communal. Il s'agit surtout de petits et moyens appartements,,. 

## Conditions de vie

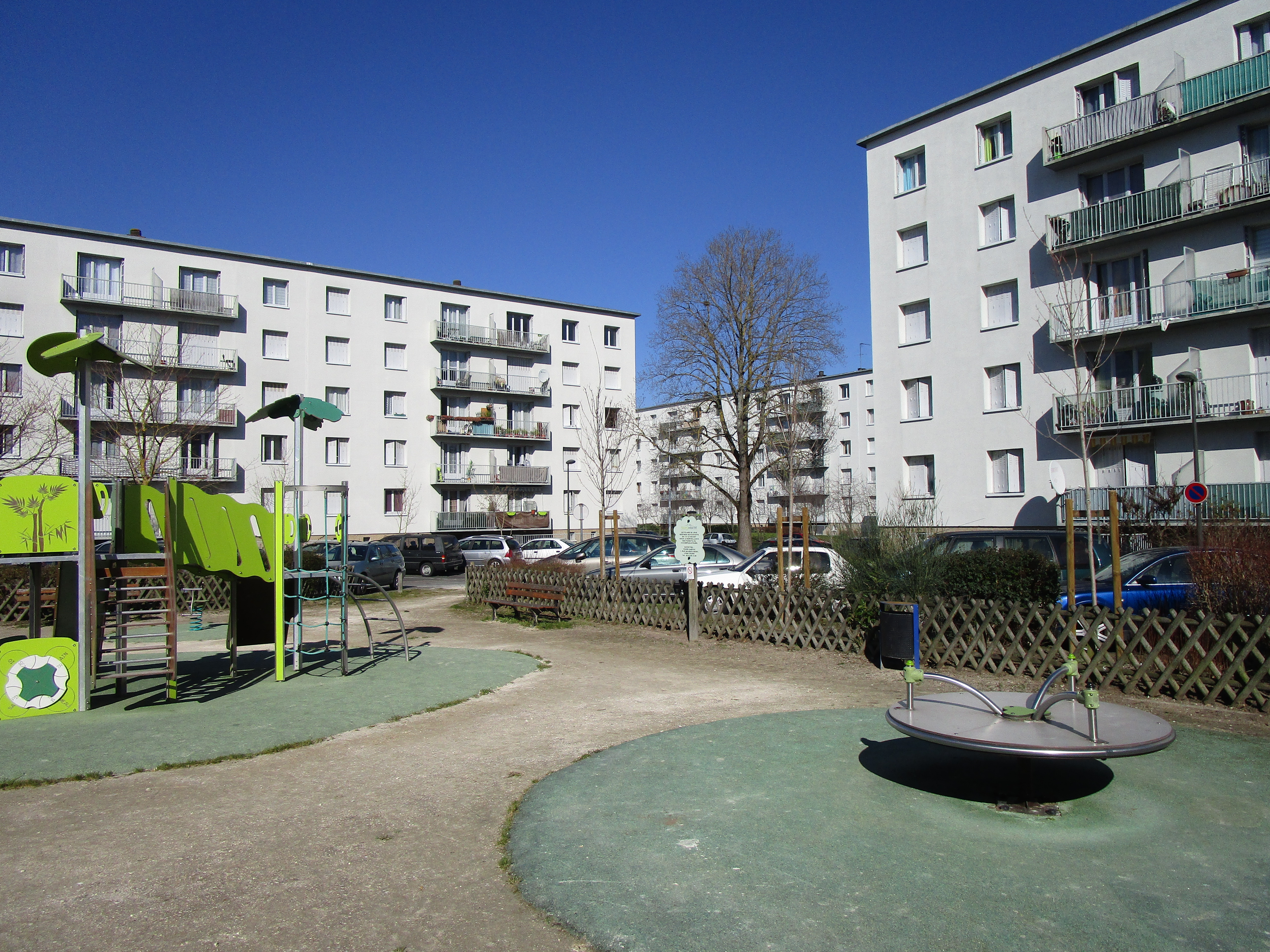
La cité de logements sociaux Musset, à l'ouest du quartier.

Le quartier Beaujardin-Raspail est un quartier relativement mixte, composé de classes moyennes et populaires. Les revenus moyens des habitants sont intermédiaires : 22 200 euros par an et par ménage en moyenne, soit environ 1 850 euros par mois et par ménage en 2009. Ce dernier contient en moyenne 2,0 personne. Le taux de chômage est légèrement inférieur à la moyenne communale, à 13 % contre 14 % en 2009. 
Près de 64 % des salariés du quartier sont des employés et ouvriers et 26 % des habitants sont retraités, les deux catégories surreprésentés dans le quartier en comparaison avec la ville entière. Près de 47 % des habitants sont propriétaires de leur logement et 31 % sont locataires d'un habitat social, contre 32 et 27 % pour l'ensemble de la commune en 2009. Le quartier est donc bien doté en logements sociaux, et ceux-ci sont assez bien répartis : à l'est, au centre et à l'ouest,. 

## Services publics

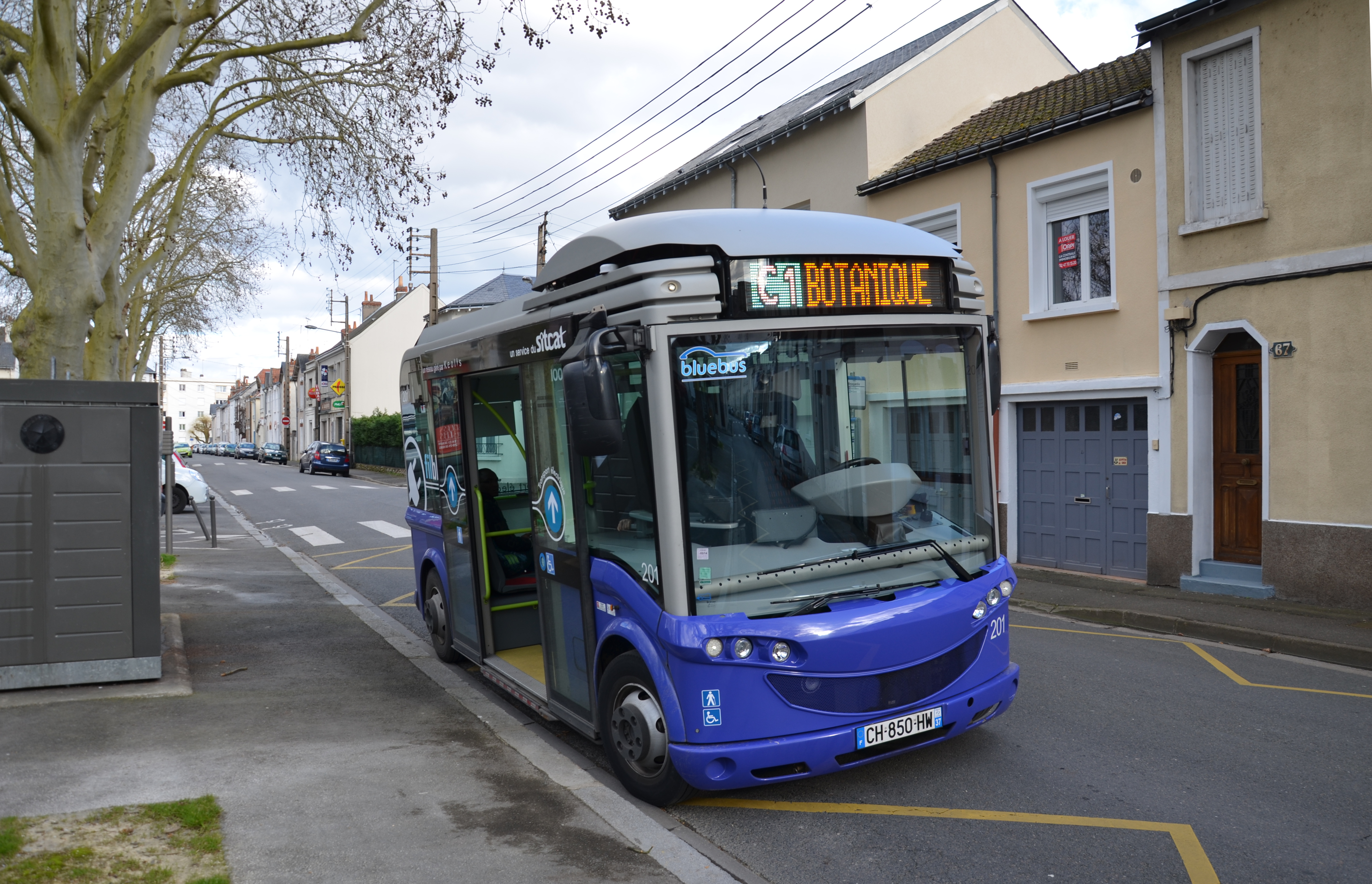
Minibus du réseau Fil bleu à l'arrêt « Beaujardin », rue Georges Renard.

En termes de transport, le quartier est essentiellement desservi par le réseau de l'agglomération Fil bleu. La ligne de bus no 14 dessert le cœur du quartier et quatre autres lignes traversent les principales voies, le boulevard Richard Wagner et la rue Édouard Vaillant. La circulation routière est rendue aisée par la proximité de plusieurs axes importants, surtout l'autoroute A10 à l'est et le boulevard Richard Wagner au sud. 
On trouve dans le sud du quartier, le long du boulevard Richard Wagner, la caserne des pompiers Chassagne construite en 1966. L'imposant bâtiment accueille près de 140 pompiers, dont 80 professionnels et 60 volontaires, ainsi qu'une école de secours et sauvetage. La ville de Tours espère y implanter après 2019 ses 140 policiers municipaux, en rénovant et élargissant le site. La sécurité civile pourrait aussi suivre le mouvement.
Sur la place Raspail, on trouve dans le même complexe que l'école primaire un centre régional de documentation pédagogique. Le comité de quartier « Beaujardin-Raspail-Rochepinard » est situé sur la place Beaujardin et inclut donc le quartier de grands ensembles de Rochepinard et ses 2 000 habitants, situé au sud du boulevard Richard Wagner,. 

## Économie et commerces
La plupart des commerces du quartier sont situés tout autour de la place centrale de Beaujardin. On y trouve aujourd'hui une dizaine de commerces, alors que le secteur a connu un déclin sévère durant ces dernières décennies. Entre 1984 et 2004, le secteur a perdu trente enseignes, dont certaines ont été reconverties en logements. Dans le même temps, la grande surface Intermarché s'est installée dans le quartier sur la rue Édouard Vaillant. 

## Éducation

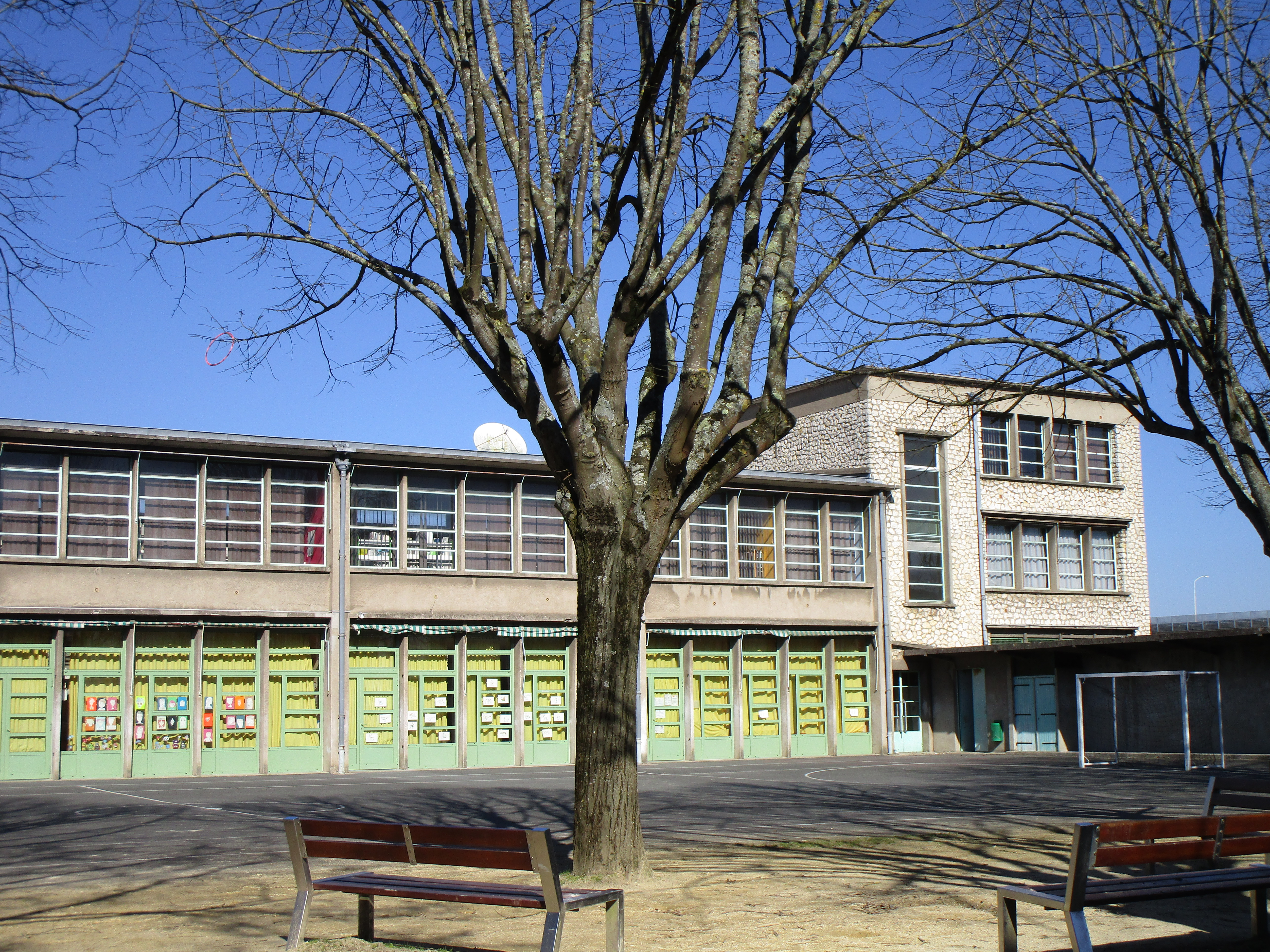
École primaire Raspail.

Le quartier Beaujardin-Raspail compte deux établissements d'enseignement scolaire contenant chacun une école maternelle et une école primaire. La plus importante est l'école publique Raspail, située à l'est du quartier sur la place du même nom. Elle compte près de 360 élèves en 2017. Celle-ci contient d'ailleurs des unités d'enseignement de la langue des signes française alors que l'école accueille des enfants malentendants intégrés en classe pour l'inclusion scolaire (Clis),. 
On trouve aussi au sein du quartier, sur la rue Beaujardin à proximité de la place centre, l'école privée catholique Sainte-Marguerite. Elle compte une centaine d'élèves en maternelle et primaire et fait partie d'un groupe bien plus vaste réparti dans l'agglomération tourangelle, notamment à Chambray-lès-Tours,.

## Galerie photos

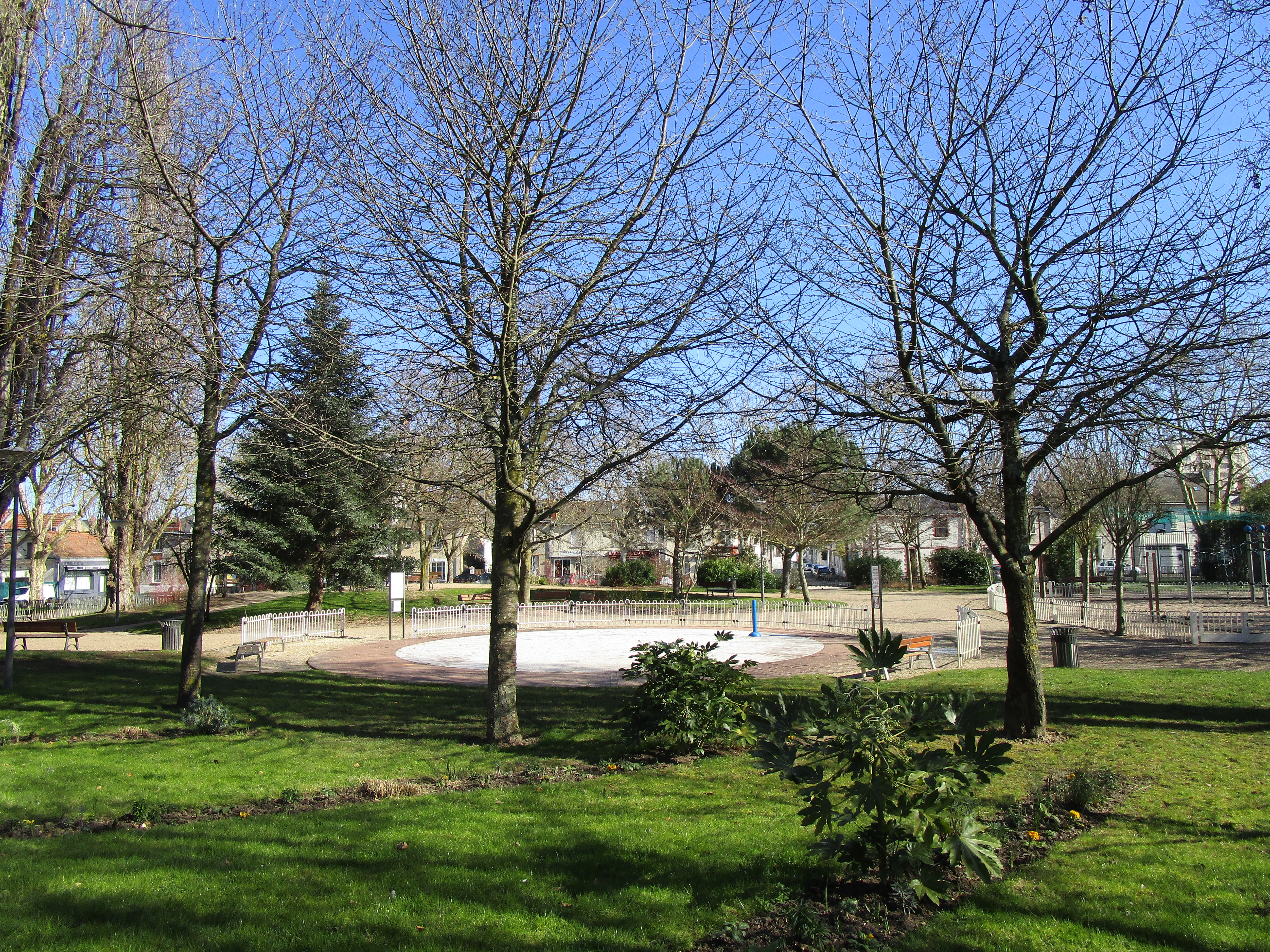
La place centrale Beaujardin.
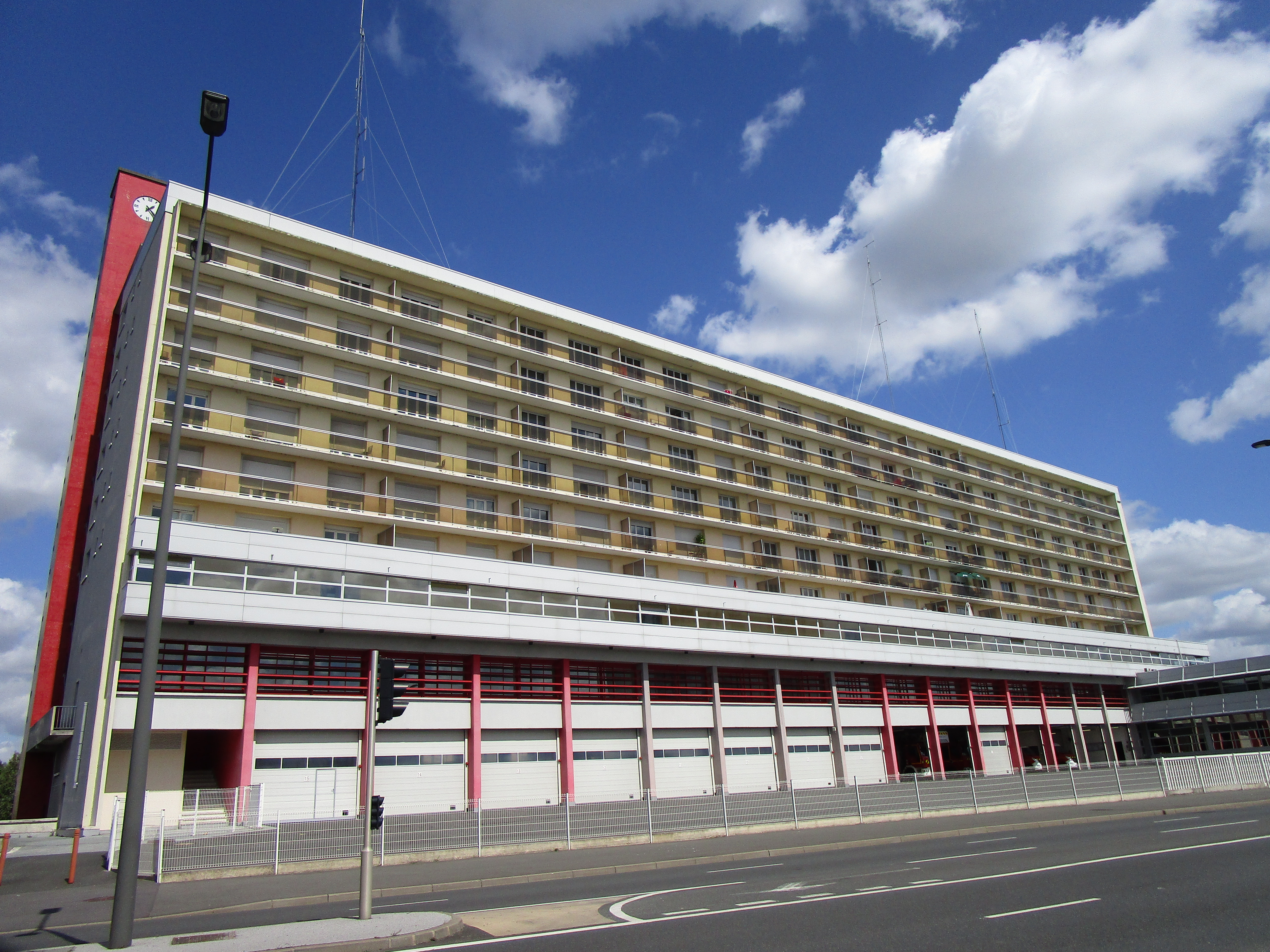
Caserne Chassagne.
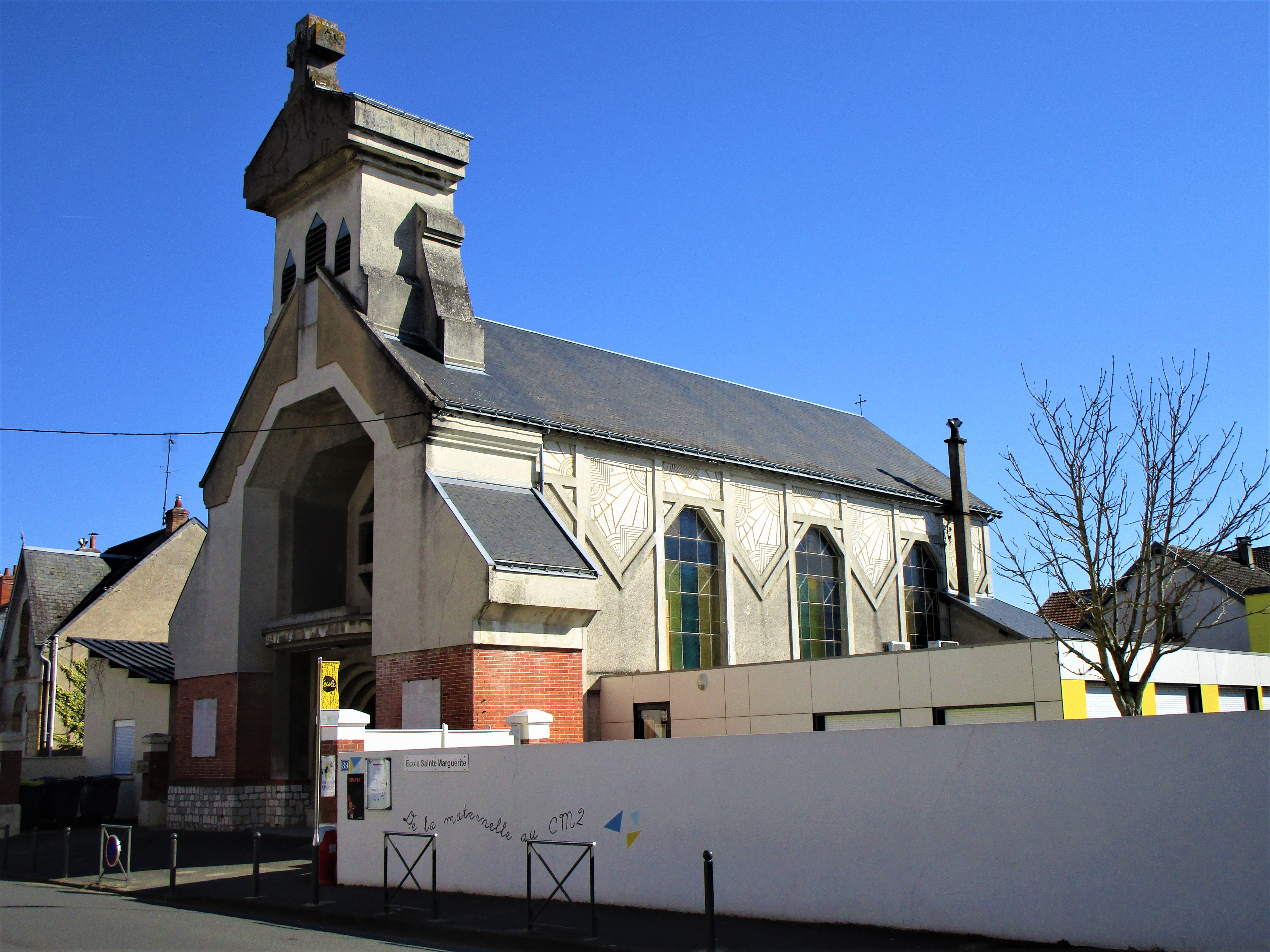
Église de la Sainte-Famille, accolée à l'école Sainte-Marguerite.
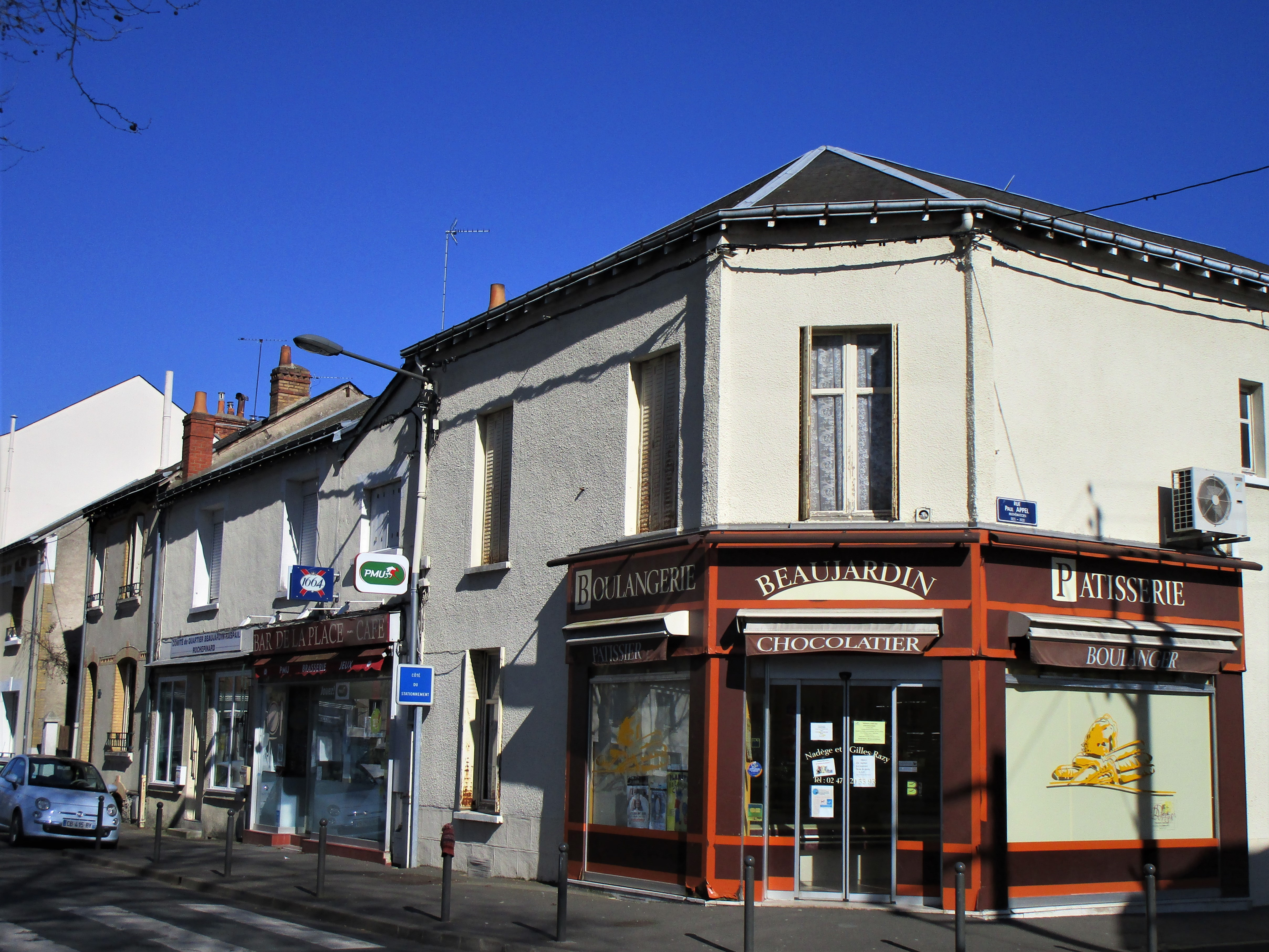
Commerces de la place Beaujardin.
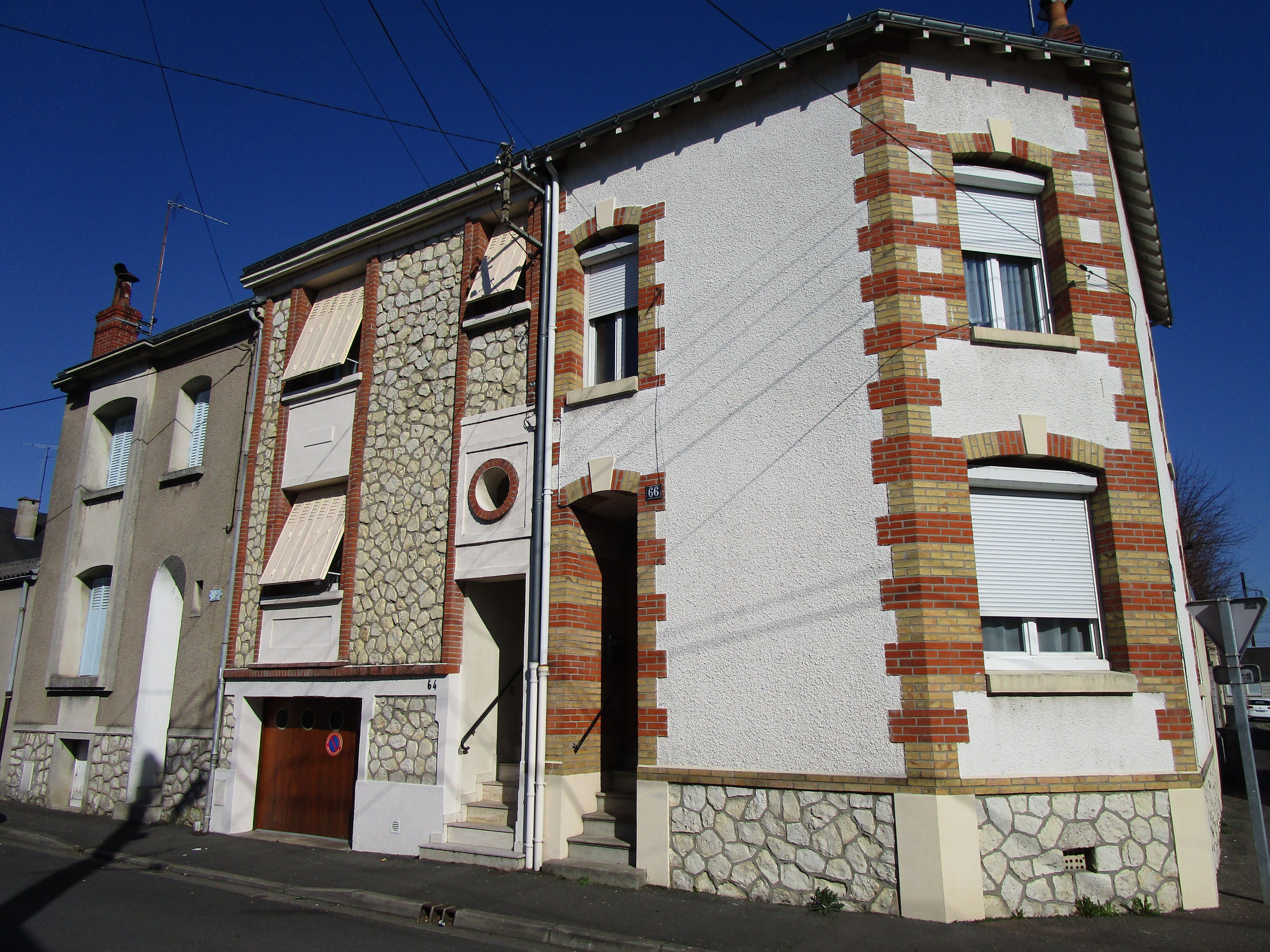
Maisons rue Christophe Colomb.
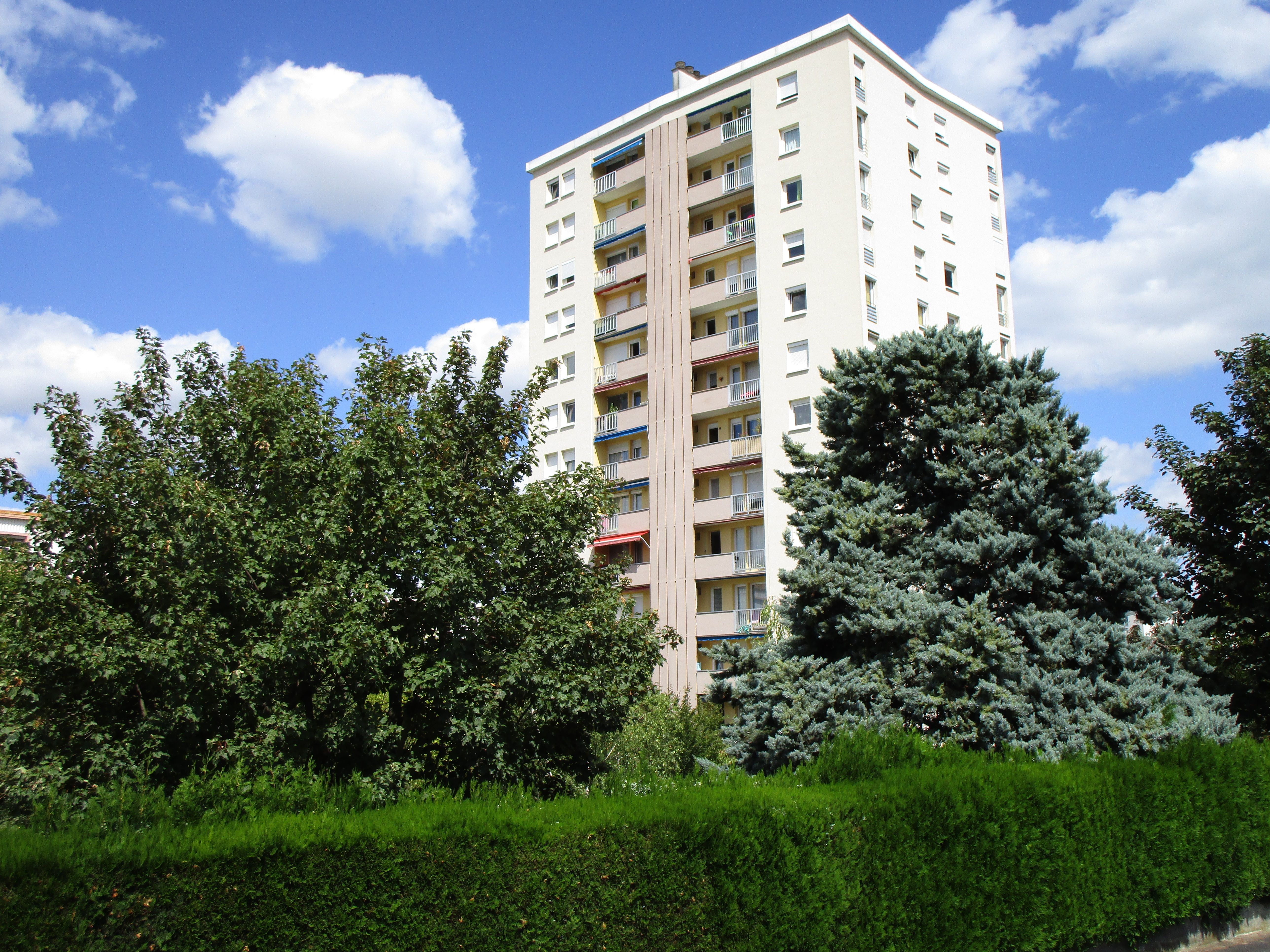
Immeuble rue Marcel Sembat.
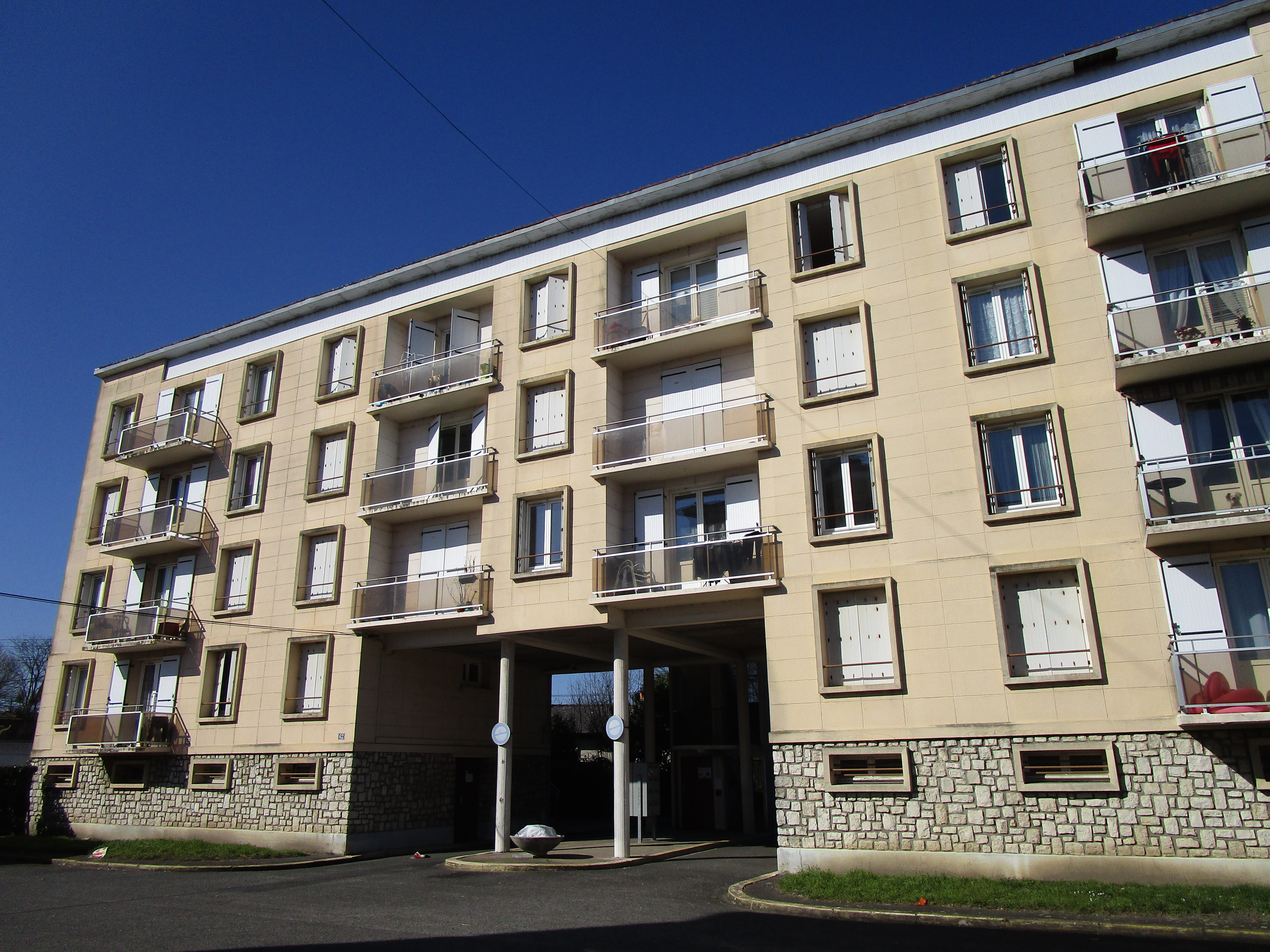
Résidence sociale de Touraine Logement, sur la rue Beaujardin
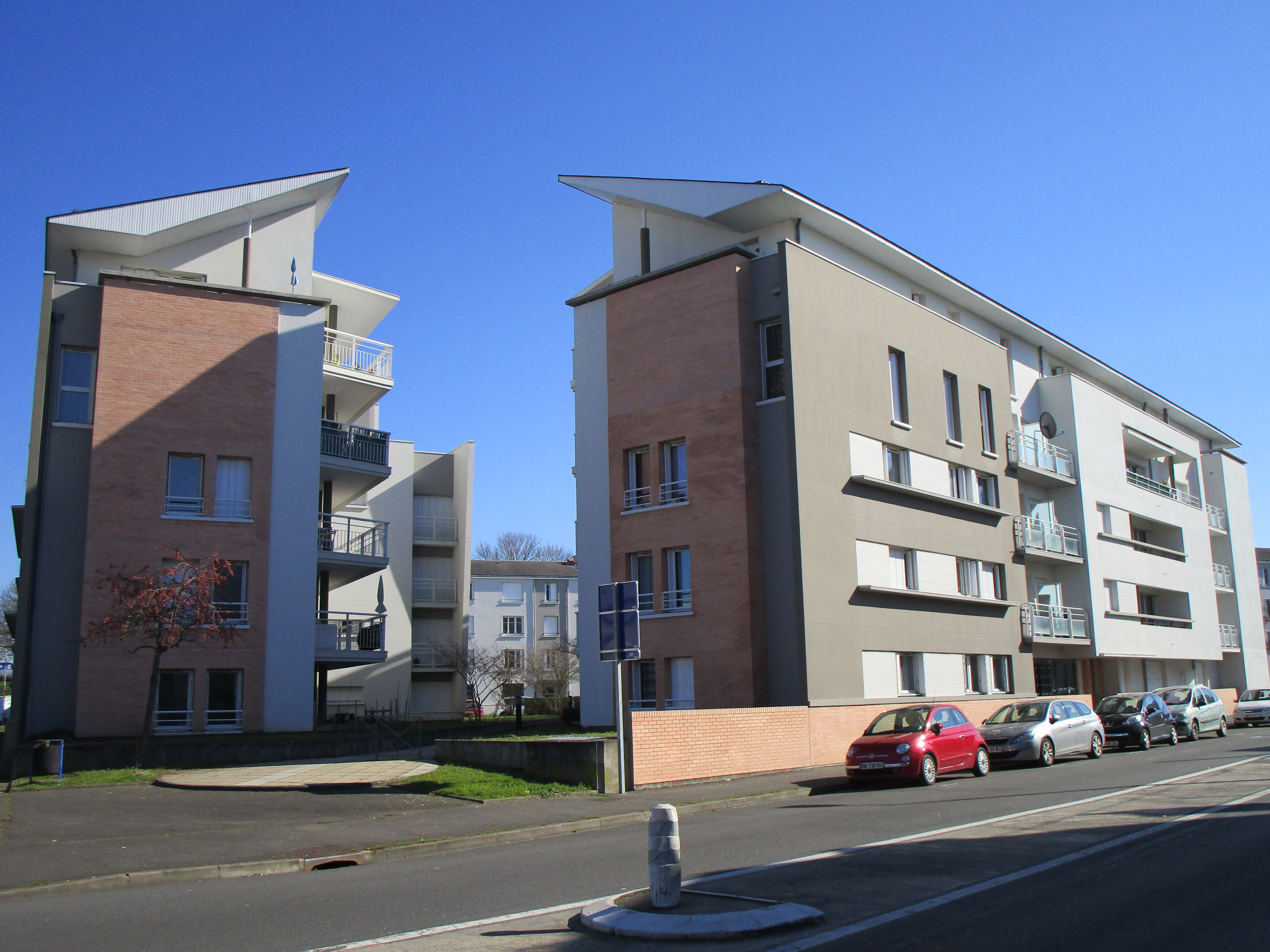
Résidence sociale Agnès Sorel de Tours Habitat